# Eduardo Lopes
Eduardo Lopes (Socorro, Lisboa, 22 de diciembre de 1917-22 de agosto de 1997) fue un ciclista portugués de carretera y de pista. Fue, junto con João Lourenço, uno de los más grandes pistard portugueses de los años 40/50, según la Federación Portuguesa de Ciclismo (UVP-FPC).

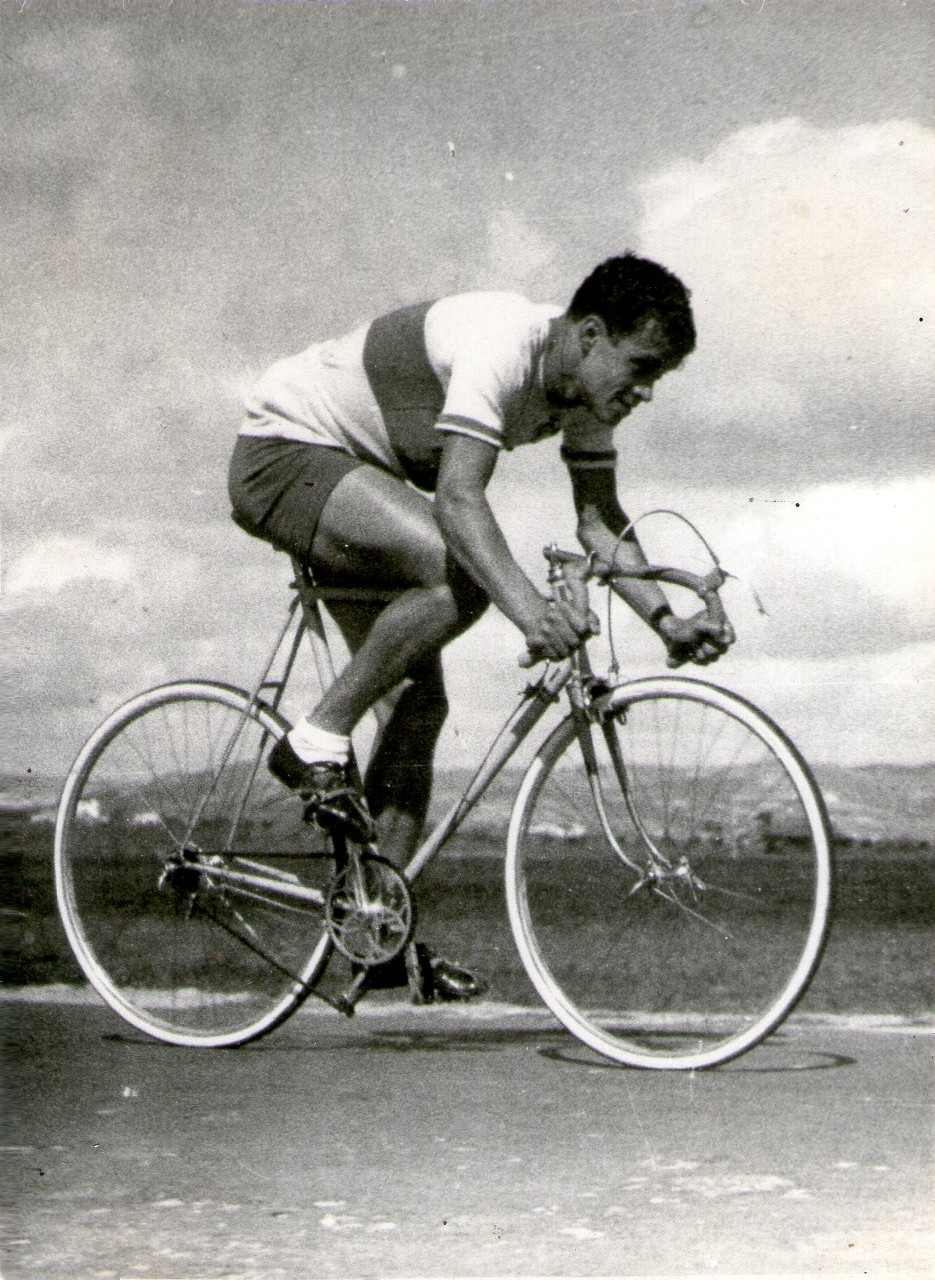
Foto personal inédita de Eduardo Lopes de álbum familiar

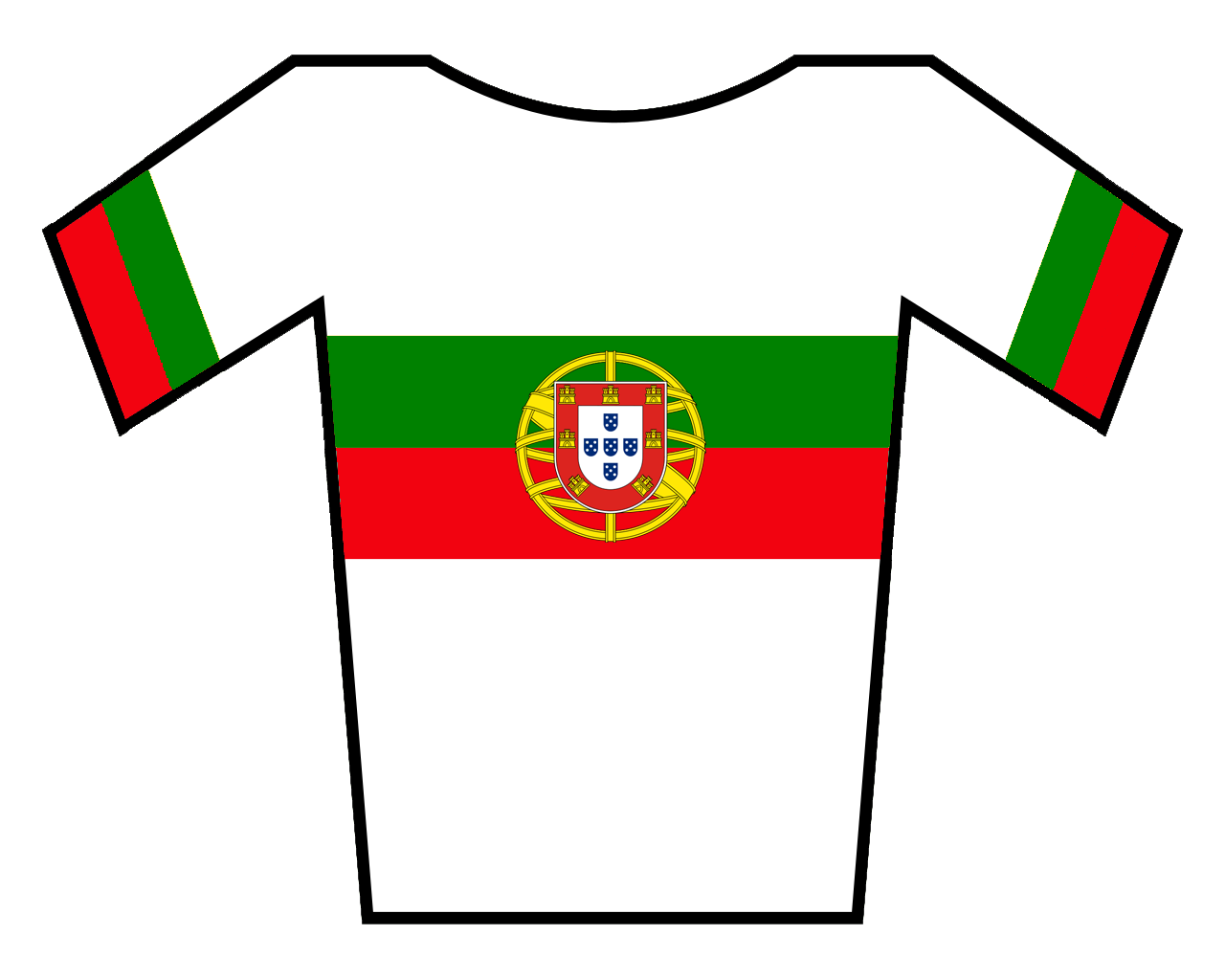
Campeón de Portugal

## Biografía
Ganó su primera carrera en 1935 como popular o iniciado. En 1937 empezó su carrera como ciclista del equipo CUF, aún como aficionado. En 1938, pasa al profesionalismo. De 1937 a 1947, gana 42 pruebas en circuitos famosos de aquel tiempo, incluyendo Bairrada, Mealhada, Torres Vedras, Malveira, y Volta a Lisboa, con el punto destacado en el triunfo del clásico Porto-Lisboa en 1942. Esto era entonces la segunda carrera más larga (330 kilómetros), después del Bordeaux-París (560 km) y por tanto muy prestigioso tanto dentro como fuera de Portugal. Aparte de este triunfo, en carretera se destacó por su faceta de esprínter, ganando los Campeonatos Distrital y Nacional de Velocidad en 1941 y un segundo puesto en los Campeonatos Nacionales de Velocidad en 1942 y 1944, corriendo por el equipo Iluminante. En 1941, ganó las primeras dos etapas de la Vuelta de Portugal, montando en el equipo de Sport Lisboa e Benfica. En España, acabó segundo en la Vuelta a Mallorca en 1942 y tercero en la tercera etapa de la Vuelta a España en Badajoz (1945). Venció el campeón español de velocidad Juan Plans en 1943, por dos veces (Barcelona). En 1947, cerró su carrera en el Sporting Clube de Portugal, ganando el Clásico de 166 km, el Circuito de Torres Vedras, y adjudicándose en el prólogo de la Vuelta a Portugal, en el estadio José Alvalade.
Murió el 22 de agosto de 1997, a la edad de 79 años de un accidente cerebrovascular.

## Oporto-Lisboa carrera Clásica
A pesar de que Eduardo Lopes ganó varias carreras y circuitos (42 victorias oficialmente registradas en UCI), la más importante fue la famosa clásica portuguesa llamada Oporto-Lisboa, en 1942. El Oporto-Lisboa era la más importante y popular carrera de Portugal junto con la Vuelta a Portugal.
Eduardo Lopes ganó con un tiempo de 10 horas, 25 minutos y 12 segundos, aproximadamente 3 horas menos que el ganador de la edición de 1941. Su tiempo sólo pudo ser batido en 1956 (14 años más tarde) y por unos cuantos segundos. Es el récord más largo de la prueba.

## Palmarés
1937
- 1.º en el Circuito de Povoa (POR)
- 1.º en el Circuito de Cadaval (POR)
- 1.º en el Circuito de Boca do Inferno (POR)
- 1.º en el Gran Premio de otoño (POR)
- 1.º en el Campeonato Nacional de Carretera, Aficionados (POR)

1938
- 1.º Circuito de Preparación, Lisboa (POR)
- 1.º en el Campeonato de Velocidad del Distrito, Lisboa (POR)

1939
- 1.º en 166 km Clásicos, Lisboa (POR)
- 1.º en el Circuito General Carmona, Cascais (POR)
- 2.º en la tercera etapa de Madrid - Lisboa, Mérida (POR)
- 1.º en Americana 2 Horas, Lumiar Estadio (POR)
- 1.º en el Campeonato de Velocidad del Distrito, Lisboa (POR)
- 7.º en Copa España, Barcelona (ESP)

1940
- 1.º en el Lisboa-Santarem-Lisboa (POR)
- 1.º en la sexta etapa de la Vuelta a Portugal, Evora (POR)
- 1.º en la octava etapa de la Vuelta a Portugal, Castelo Branco (POR)

1941
- 1.º en la primera etapa de la Vuelta a Portugal, Espinho (POR)
- 1.º en la segunda etapa de la Vuelta a Portugal, Espinho (POR)
- 1.º en el Campeonato de Velocidad del Distrito, Lisboa (POR)
- 1.º en el Campeonato de Velocidad Nacional, Lisboa (POR)

1942
- 1.º en el Circuito de Bairrada (POR)
- 1.º en la Vuelta a Lisboa (POR)
- 1.º en Porto-Lisboa, Lisboa (POR)
- 1.º en Gran Gala Internacional, Persecución, Barcelona (ESP)
- 1.º en Gran Gala Internacional, Americana, Barcelona (ESP)
- 1.º en la segunda etapa de Circuito del Comercio, Felanich (ESP)
- 2.º en la primera etapa de Volta a Catalunya, Montjuich (ESP)
- 2.º en el Circuito Primero Mayo (ESP)
- 2.º en el Vuelta a Mallorca (ESP)

1943
- 1.º en 50 km Clásicos (POR)
- 1.º en el Circuito de Estoril (POR)
- 1.º en Velocidad, Barcelona (ESP)
- 1.º en Americana, Lisboa (POR)

1944
- 1.º en la Lisboa-Santarem-Lisboa (POR)
- 1.º en el Circuito de Lisboa (POR)
- 1.º en el Circuito de Torres Vedras (POR)

1945
- 1.º en 166 km Clásicos (POR)
- 1.º en 176 km Clásicos (POR)
- 1.º en Etapa 1 parte Un de Circuito de Bairrada (POR)
- 1.º en Americana, Independentes, Lumiar Estadio (POR)
- 1.º en el Circuito de Mealhada (POR)
- 1.º en el Circuito de Malveira (POR)
- 1.º en el Circuito de Livramento (POR)
- 1.º en la Americana, Lumiar Estadio, Lisboa (POR)
- 3.º en la tercera etapa de Vuelta a España, Badajoz (ESP)

1946
- 1.º en 166 km Clásicos (POR)
- 1.º en 176 km Clásicos (POR)
- 1.º en la tercera etapa de la Vuelta a Portugal, Faro (POR)

1947
- 1.º en 166 km Clásicos (POR)
- 1.º en el Lisboa-Santarem-Lisboa (POR)
- 1.º en el Circuito de Torres Vedras (POR)
- 1.º en el Campeonato de Velocidad del Distrito, Lisboa (POR)
- 1.º en el Prólogo de la primera etapa de la Vuelta a Portugal, Lisboa (Alvalade Pista) (POR)
- 8.º en las XXIV Horas del Metropolitano, Madrid (ESP)